# Dwór w Borucinku
Dwór w Borucinku – pochodzi z przełomu XIX i XX w. Został wybudowany na zlecenie barona Jana Ike-Duninowskiego, który był ostatnim szlacheckim właścicielem Borucinka. W 1930 r. został gruntownie przebudowany. Dwór umiejscowiony jest w centralnym miejscu wsi. Po II wojnie światowej dwór przeszedł na własność państwa, a ziemie należące wcześniej do barona zostały rozparcelowane. W dworze została umiejscowiona trzyklasowa szkoła podstawowa. Dzieci, które ją ukończyły kontynuowały naukę w szkole w Osięcinach od klasy czwartej. Szkołę z powodu małej liczby uczniów rozwiązano w 1996 r. Potem pomieszczenia szkole zaadaptowano na mieszkania socjalne.

## Park
Wokół dworu jest usytuowany park. Dziś park jest w pewnym stopniu zdewastowany. Pozostałościami po jego dawnym układzie są szerokie aleje wokół jego granic. Wokół parku wykopany jest rów zapobiegający w pewnym stopniu wzrastaniu krzewów na teren okalających park pól uprawnych. Dziś jego południowa strona jest w prywatnych rękach i większość tej części została zamieniona w pole uprawne. W tej części znajduje się również staw. Północną częścią rezyduje Gmina Osięciny. Miejscowa ludność w tej części parku zbiera jesienią opieńki miodowe.